# Heinrich Buff
Pour les articles homonymes, voir Buff.
Johann Heinrich Buff (23 juin 1805-24 décembre 1878) est un physicien et chimiste allemand spécialiste de chimie analytique.

## Biographie

### Études
Heinrich Buff étudie à l'Université de Göttingen puis effectue sa thèse sous la direction de Justus von Liebig au tout nouveau laboratoire de l'Université de Giessen créé par celui-ci.

### Carrière
Après sa soutenance de thèse en 1827 Buff travaille à l’usine propriété de son cousin Philippe Charles Kestner, à Thann.
Il retrouve la science en travaillant à Paris avec Joseph Louis Gay-Lussac avant de revenir à Giessen pour son habilitation (Privat-docent).
En 1834 il occupe un poste de conférencier en physique, en génie mécanique et en technologies mécaniques à l'École polytechnique de l'Université de Cassel où il collabore avec Robert Bunsen.
En 1838 il revient à nouveau à Giessen comme professeur titulaire. Il y collabore avec Justus von Liebig sur le développement de la chimie dans divers domaines.

## Récompenses
- Membre de l'Académie des sciences de Göttingen en 1842
- Membre étranger de l'Académie bavaroise des sciences en 1859

## Ouvrages
- (de) H. Buff, Versuch eines Lehrbuchs der Stöchiometrie: Ein Leitfaden zur Kenntnis und Anwendung der Lehre von den bestimmten chemischen Proportionen, VDM Verlag (ISBN 978-3836434799)
- (de) H. Buff, Grundzüge der Experimentalphysik, C. F. Hiver, Heidelberg, 1853
- (de) H. Buff, G. Kopp et F. Zamminer, Graham-Otto's ausführliches Lehrbuch der Chemie - Physikalische und theoretische Chemie, vol. 1, Verlag Vieweg, 1857
- (de) Heinrich Buff, Lehrbuch der physikalischen Mechanik, Verlag Vieweg, 1871
- (de) Heinrich Buff, Kurzes Lehrbuch Der Anorganischen Chemie, Hansebooks (ISBN 978-3743616561)